# 50 fotografías con historia
50 fotografías con historia es un libro publicado por la editorial Signo editores en 2017. El título incluye medio centenar de autores relevantes de la fotografía en España junto a una imagen que representa su forma de trabajar, contexto histórico y relación con otras disciplinas artísticas o corrientes de pensamiento.

## Sinopsis
La obra ahonda en la historia que se esconde detrás de 50 fotografías realizadas por profesionales de esta disciplina en España. Partiendo de cada imagen, los capítulos desarrollan los sucesos que subyacen, muestran el imaginario y uso de la fotografía particular de cada autor y completa la información profundizando en el contexto histórico en el que fue tomada.
50 fotografías con historia se completa con amplio material adicional, entre los que se incluye carteles de la época, portadas de libros, cartas, otras fotografías u hojas de contacto.

## Autores
El libro une a reconocidos fotógrafos con el objetivo de reflejar la diversidad de miradas de estos profesionales. El fotoperiodismo está presente en los trabajos de Enrique Meneses, Sandra Balsells, Agustí Centelles, Gervasio Sánchez, Chema Conesa o Marisa Flórez.  La fotografía comprometida llega de la mano de Sofía Moro. 
50 fotografías con historia también analiza la fotografía que cuestiona los límites entre realidad y ficción, aspecto en el que trabajan con intensidad dos de los profesionales más originales de la actualidad, Cristina de Middel y Joan Fontcuberta. 
También hay espacio para el retrato, representado por Alberto Schommer o Pierre Gonnord. 
Sergio Belinchón, Javier Vallhonrat y Eduardo Nave  dan voz a la categoría paisaje. 
Otros, como Ouka Leele o Chema Madoz, son conocidos por su universo personal y su modo de hacer fotografía. Artistas como Pablo Pérez-Mínguez y Jorge Rueda son considerados pioneros por las técnicas empleadas, cuando no existían ni el selfie ni el Photoshop. 
Por último, el libro recoge las obras de varios aventureros que recorren el mundo en busca de imágenes, como son Joana Biarnés y Francesc Català-Roca. 
17 de los cincuenta fotógrafos participantes han recibido el Premio Nacional de Fotografía, entre otros muchos galardones relevantes. Un trabajo editorial llevado a cabo por José María Díaz-Maroto y Félix Fuentes, además del equipo editorial de Signo editores.

## Listado de autores
1. Agustí Centelles
2. Juan Manuel Díaz Burgos
3. Sandra Balsells
4. Luis Baylón
5. Sergio Belinchón
6. Joana Biarnés
7. Ricardo Cases
8. Luis Castelo
9. Juan Manuel Castro Prieto
10. Francesc Català-Roca
11. Toni Catany
12. Joan Colom
13. Chema Conesa
14. Matías Costa
15. Cristina de Middel
16. Marisa Flórez
17. Joan Fontcuberta
18. Alberto García-Alix
19. Cristina García Rodero
20. Elisa González Miralles
21. Pierre Gonnord
22. Pablo Juliá
23. Ouka Leele
24. Xurxo Lobato
25. César Lucas
26. Chema Madoz
27. Fernando Maquieira
28. Ángel Marcos
29. Ramón Masats
30. Oriol Maspons
31. José María Mellado
32. Enrique Meneses
33. Sofía Moro
34. Nicolás Muller
35. Isabel Muñoz
36. Rafael Navarro
37. Eduardo Nave
38. José Manuel Navia
39. Pablo Pérez-Mínguez
40. Carlos Pérez Siquier
41. Benito Román
42. Jorge Rueda
43. Gervasio Sánchez
44. Rafael Sanz Lobato
45. Alberto Schommer
46. Ricard Terré
47. Miguel Trillo
48. Javier Vallhonrat
49. Virxilio Vieítez
50. Gerardo Vielba